# 異度闇影
《異度闇影》是芬蘭獨立開發者Mechanical Head Studios開發，Yacht Club Games發行的平台遊戲。遊戲於2021年1月發行，對應Linux、macOS、Microsoft Windows、任天堂Switch、PlayStation 4、PlayStation 5和Xbox One平台。遊戲採用8位元復古畫風；玩家扮演忍者「闇影」，從被合成生物控制的世界中拯救人類的故事。
《異度闇影》由Mechanical Head Studios工作室唯一的成員阿尔内·洪齐凯尔（Aarne Hunziker）主創。遊戲於2019年PAX East首度公開，但實際開發已於多年前展開。遊戲受忍者龍劍傳系列等平台遊戲的影響。據評論匯總網站Metacritic統計，遊戲獲媒體「總體好評」。